# Босселар, Мартинус
Марти́нус Босселар (нидерл. Martinus Bosselaar; 16 января 1936, Роттердам, Южная Голландия — 6 июня 2018) — нидерландский футболист, играл на позиции крайнего нападающего.

## Биография

### Клубная карьера
Босселар на протяжении своей карьеры играл за в роттердамскую «Спарту» и «Фейеноорд». В составе «Спарты» Босселар суммарно отыграл 11 сезонов, выиграл чемпионский титул в 1959 году и три Кубка Нидерландов. Всего в составе «Спарты» сыграл в чемпионате Нидерландов 275 матчей.
Завершил карьеру игрока в 1966 году в возрасте 30 лет.

### Карьера в сборной
В составе сборной Нидерландов дебютировал 16 октября 1955 года в матче со сборной Бельгии, который закончился со счётом 2:2. Всего в составе сборной Нидерландов сыграл 17 матчей и забил 4 гола.

### Смерть
Скончался 6 июня 2018 года в возрасте 82 лет после продолжительной болезни.

## Достижения
«Спарта» (Роттердам)
- Чемпион Нидерландов (1): 1958/59
- Обладатель Кубка Нидерландов (3): 1957/58, 1961/62, 1965/66